# Eumerus latitarsis
Eumerus latitarsis är en tvåvingeart som beskrevs av Macquart 1839. Eumerus latitarsis ingår i släktet månblomflugor, och familjen blomflugor.
Artens utbredningsområde är Kanarieöarna. Inga underarter finns listade i Catalogue of Life.